# Eleccions presidencials ruandeses de 2003
Les eleccions presidencials ruandeses de 2003 es van celebrar a Ruanda el 25 d'agost de 2003. Van ser les primeres eleccions presidencials des de la Guerra Civil ruandesa i les primeres eleccions presidencials multipartidistes a la història del país. Paul Kagame del Front Patriòtic Ruandès (RPF) va ser escollit per un mandat de set anys amb el 95% dels vots.
Els resultats van ser disputats per Twagiramungu, el principal candidat de l'oposició, que va argumentar que "la gent estava controlada, la gent es va veure obligada a votar. No és possible que nosaltres en l'oposició tinguessin només el 3,7% dels vots. Hi ha alguna cosa malament". Les eleccions van ser àmpliament condemnades com fraudulentes per part d'observadors externs; segons la doctora Timothy Longman, "la població ruandesa va experimentar les eleccions no com una transició cap a la democràcia sinó com una sèrie de mobilitzacions forçoses que en última instància van ajudar a consolidar el govern del FPR." No obstant això, les reaccions internacionals es van silenciar, cosa que, segons Filip Reyntjens, "va reforçar el FPR en la seva convicció que les coses se slienciaven, com ho van fer". A la vista de Reyntjens, "després de fracassar a Ruanda el 1994, la comunitat internacional ho va fer de nou en 2003, permetent que s'estableixi una dictadura".

## Antecedents
Abans de les eleccions, el FPR va llançar una campanya per prohibir el Moviment Democràtic Republicà (MDR), que va ser acusat de "divisionisme". Aquest moviment va ser criticat per Human Rights Watch, que va declarar que "si el MDR es dissol, les condicions per a les eleccions canviaran encara més dramàticament. Com a única part fora del FPR amb algun suport substancial, el MDR seria l'únic capaç de competir seriosament almenys a les eleccions legislatives, si no les presidencials". El MDR fou prohibit i Faustin Twagiramungu fou forçat a presentar-se com a independent.

## Resultats
| Candidat                        | Partit                          | Vots      | %    |
| ------------------------------- | ------------------------------- | --------- | ---- |
| Paul Kagame                     | Front Patriòtic Ruandès         | 3.544.777 | 95,0 |
| Faustin Twagiramungu            | Independent                     | 134.865   | 3,6  |
| Jean-Népomuscène Nayinzira      | Independent                     | 49.634    | 1,3  |
| Nuls/en blanc                   | Nuls/en blanc                   | 84.920    | –    |
| Total                           | Total                           | 3.813.926 | 100  |
| Votants registrats/participació | Votants registrats/participació | 3.948.749 | 96,5 |
| Font: Adam Carr                 |                                 |           |      |